# Jack Glottman
Jack Glottman (* um 1981 in ‍Bogota als Jack Glottman Giraldo) ist ein in den Vereinigten Staaten lebender israelischer Jazzmusiker (Piano, auch Komposition) kolumbianischer Herkunft.

## Leben und Wirken
Glottman wuchs zunächst in Bogota auf und lebte ab 1991 in Israel, wo er seine musikalische Ausbildung an der Thelma Yellin High School of the Arts in Tel Aviv fortsetzte. Seitdem war er als professioneller Musiker tätig; 1999 veröffentlichte er ein erstes Album mit dem Shlomi Frige Octet. Seit 2003 arbeitet er in der New Yorker Musikszene,   u. a. mit Bobby Sanabria, Louis Hayes, Eric Alexander und Christian McBride; des Weiteren gehört er der Fat Cat Big Band an. Über 15 Jahre spielte er mit dem Schlagzeuger Billy Kaye. Im Bereich des Jazz war er laut Tom Lord zwischen 2007 und 2013 an sieben Aufnahmesessions beteiligt, u. a. mit Rafi Malkiel, Terry Doc Handy, Eddie Henderson (Plays the Music of Amit Golan), Dean Tsur, der Eyal Vilner Big Band, zuletzt mit der Formation Migrant Workers (mit Itai Kross, Nick Hempton, Tal Ronen und Dan Aran. Als Musiker und Pädagoge war er im Kennedy Center in Washington (D.C.) und im Steans Institute for Young Artists in Ravinia (Illinois) tätig. Er war außerdem an Ausbildungsprojekten von Jazz at Lincoln Center beteiligt.
Neben dem Jazzpiano beschäftigt sich Glottman auch mit Musiktheater, Gospel und afro-karibischer Musik; so war er als musikalischer Leiter im Lincoln Center für die Theatershow Sancocho tätig, begleitete mit seinem Trio in New Yorker Spielstätten die Sängerin Lauren Henderson und nahm den Song‍ „Si te vieras con mis ojos“ (den er mit seiner Schwester Dora geschrieben hatte) mit der Latin-Jazzband La ‍Banda ‍Ramirez auf. Er lebt in Brooklyn.